# Hanns Hartmann (Intendant)

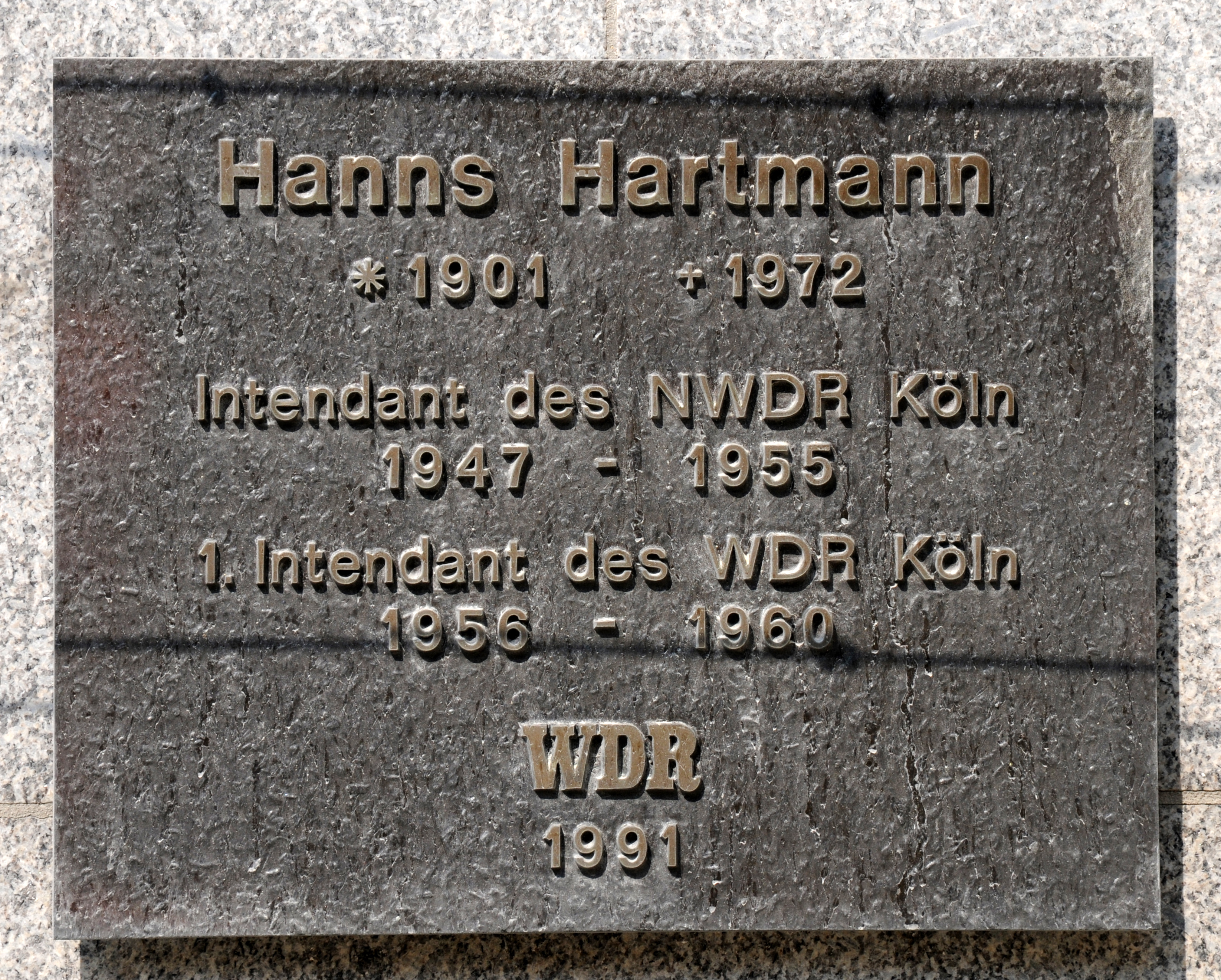
Erinnerungstafel am Hanns-Hartmann-Platz, Köln

Hanns Hartmann (* 22. April 1901 in Essen; † 5. April 1972 in Mindelheim) war ein deutscher Intendant und Verleger. Er leitete von 1947 bis 1955 das Funkhaus Köln des NWDR und war anschließend erster Intendant des WDR bis 1960.

## Leben
Er wuchs als Sohn eines Schlossers in Essen auf und absolvierte die Oberrealschule mit der Primareife. Parallel dazu machte er eine Ausbildung zum Schauspieler und eine kaufmännische Lehre. 1925 wurde er Intendant des Stadttheaters Hagen und mit 24 Jahren jüngster deutscher Theaterchef. 1930 wurde er als Generalintendant der Städtischen Theater nach Chemnitz berufen. Bereits im März 1933 von den NS-Machthabern entlassen – wohl auch deshalb, weil er nicht bereit war, sich von seiner jüdischen Ehefrau Ottilie Schwartzkopf zu trennen –, überdauerte er das "Dritte Reich" in Berlin als Geschäftsführer im Meisel-Musikverlag, dem er seit 1937 angehörte.
Von Herbst 1944 bis zum Kriegsende versteckte sich Hanns Hartmann und seine Frau in dem Gartenhaus von Alfred Alexander in Groß Glienicke.
Nach Kriegsende kehrte er in seinen angestammten Beruf zurück und wurde zunächst Intendant des Berliner Metropoltheaters im Ostsektor der Stadt und auch Vorsitzender der Entnazifizierungskommission für Berliner Kulturschaffende. Bereits im Oktober 1946 setzte er sich mit seiner Frau unter falschen Namen in den Westen ab und kam durch Vermittlung eines alten Theaterkollegen zum Nordwestdeutschen Rundfunk. Am 1. September 1947 später wurde er von Hugh Carleton Greene, dem britischen Chief Controller des NWDR, zum Intendanten des Funkhauses Köln ernannt und Nachfolger von Max Burghardt.
Am 25. Mai 1955 wählte der Verwaltungsrat des neu gegründeten Westdeutschen Rundfunkes ihn einstimmig zum ersten Intendanten. Es folgte der Aufbau einer eigenen Nachrichtenredaktion und die Einführung des Fernsehens im Rahmen der ARD. 
Im Herbst 1960 wurde er mit knapper Mehrheit des WDR-Verwaltungsrats zweimal für eine weitere Amtszeit wiedergewählt, jedoch wurde diese Entscheidung beide Male vom Rundfunkrat mit ebenso knapper Mehrheit nicht bestätigt, da er nicht die Stimmen der CDU erhielt. So musste Hanns Hartmann den WDR am 31. Dezember 1960 vorzeitig verlassen. Eine Reihe namhafter Mitarbeiter folgte ihm, darunter Werner Höfer.
Hartmann war seit 1927 mit der jüdischen Schauspielerin Ottilie Schwartzkopf verheiratet.

## Zitat
„In allen guten Stunden – so beginnt ein Lied von Beethoven, dem wir das Pausenzeichen des Westdeutschen Rundfunks, das Sie soeben hörten, entlehnt haben. Wie sehr würden wir uns freuen, wenn dieses vor uns liegende Jahr nur gute Stunden zählen möchte. (...) Wie aber der Freund sich in der Not bewährt, so möchte der Westdeutsche Rundfunk auch in weniger guten Stunden Ihnen zur Seite sein mit dem Zuspruch, den das Erhabene und Schöne, die Kraft des Gedankens und die Macht der Kunst tröstend zu spenden wissen.“

## Ehrungen
- Der Hanns-Hartmann-Platz in Köln wurde nach ihm benannt.
- Bundesverdienstkreuz 1959